# Celia Barquín Arozamena
Celia Barquín Arozamena (* 6. Juli 1996 in Puente San Miguel, Reocín; † 17. September 2018 in Ames, Iowa, Vereinigte Staaten) war eine spanische Golferin. Ihr größter Erfolg war der Titelgewinn bei den Amateur-Europameisterschaften im Jahr 2018.

## Leben
Celia Barquin Arozamena studierte Bauingenieurwesen an der Iowa State University, wo sie dem Golfteam der Hochschule angehörte. Ab 2011 nahm sie an internationalen Jugendturnieren teil. 2014 war sie Mitglied der spanischen Mannschaft bei den Olympischen Jugend-Sommerspielen im chinesischen Nanjing und belegte im Einzelwettbewerb den 12. Platz sowie den 17. Rang im Teamwettbewerb. Ihren ersten Turniersieg verbuchte sie im Jahr 2017 beim Copa Match Play Comunidad Valenciana. 2018 war ihr erfolgreichstes Jahr. Im April gewann sie die Big 12 Conference im texanischen Dallas und Ende Juli die Amateur-Europameisterschaften im slowakischen Senica mit Platzrekord. Zudem qualifizierte sie sich für die United States Women’s Open Championship, scheiterte hier jedoch am Cut. Das Magazin Golfweek listete sie auf Platz 69 der Golferinnen in den Vereinigten Staaten. Durch diese Erfolge erlangte sie für 2019 die Startberechtigung bei den Women’s British Open. Ihre Universität kürte sie zur „Sportlerin des Jahres 2018“.
Polizisten entdeckten ihren Leichnam am 17. September 2018 auf einem Golfplatz in Ames. Nach ersten Ermittlungen, bei denen Stichverletzungen an Oberkörper, Hals und Kopf festgestellt wurden, gingen die Behörden von einem Tötungsdelikt aus und nahmen einen Tatverdächtigen fest. Der Tatverdächtige, der 22-jährige Collin Richards, bekannte sich im Juni 2019 vor Gericht des vorsätzlichen Mordes an Arozamena für schuldig. Am 23. August 2019 wurde er zu lebenslanger Haft ohne Bewährung verurteilt.